# Вестерплате
Вестерплате (на полски: Westerplatte) е полуостров в Гданск, Полша, вдаващ се в Гданския залив на Балтийско море.
Намира се в устието на река Мъртва Висла (ръкав от делтата на р. Висла), непосредствено до пристанището на Гданск.
От 1924 до 1939 година там е разположен полски военно-транзитен склад в рамките на територията на Свободен град Гданск, както и малък военен гарнизон за охраняване на склада и района от 1926 г.
Става известен с нападението на германските войски над Полша от 1 септември 1939 година и героичната отбрана на военно-транзитния склад – т.нар. Битка за Вестерплате, с която започва Втората световна война.
На полуострова са запазени полуразрушени сгради от военния гарнизон. Изградени са музей и паметник на защитниците на Вестерплате, има гробище на загиналите бойци. На полуострова е сниман полският игрален филм „Вестерплате“, посветен на битката, от 1967 г.